# 6 (album Big Day)
6 – szósty album polskiego zespołu rockowego Big Day, wydany w 2004.
Płytę Nagrano w Studio UWM FM w Olsztynie – styczeń/marzec/kwiecień 2002, rejestracja nagrań – Krzysztof Czaplejewicz (współpraca Tomasz Budkiewicz). Mix, remix, overdubs, produkcja muzyczna, edycja i mastering – Marcin Ciurapiński w AMC Studio – lato 2002 / jesień 2003. Cover Art & Design – Jacek Wiśniewski. Produkcja – Big Day.

## Lista utworów
źródło:.
1. "Jedyna taka noc"
2. "Kto ciebie mógłby kochać"
3. "Oczarowanie"
4. "Przebudzenie"
5. "JinJang"
6. "Przez sen"
7. "Wysokie loty"
8. "Gdy"
9. "Bajka #9"
10. "Powiązania"
11. "W każdym tyle jest miłości"
12. "Może to ja"
13. "Mgła opada"

## Twórcy
źródło:.
- Anna Zalewska-Ciurapińska – śpiew
- Marcin Ciurapiński – gitara basowa, śpiew, mellotron
- Wojciech Olkowski – gitary
- Piotr Szymański – gitary
- Zbigniew Chrzanowski – perkusja